# Piet Kruiver
Piet Kruiver (né le 5 janvier 1938 à Koog aan de Zaan aux Pays-Bas et mort le 18 mars 1989) est un joueur international de football néerlandais.

## Palmarès
- 1964-65 : Vainqueur de l'Eredivisie avec le Feijenoord
- 1964-65 : Coupe KNVB avec le Feijenoord
- 1965-66 : Meilleur buteur de l'Eredivisie avec le Feijenoord